# Jorge Alfonso Luque
Jorge Alfonso Luque Ballen (Bogotá, 1936~1937-13 de junio de 2024) apodado como El Águila Negra fue un ciclista colombiano de ruta y entrenador de ciclismo nacional y de la Liga de Ciclismo de Bogotá durante los años 70s. Representó a Colombia en los Juegos Olímpicos de Melbourne 1956 participando en las carreras de ruta individual y por equipos.

## Palmarés
1955
- Campeonato de Colombia en Ruta[7]

1956
- 2º en la Vuelta a Colombia, más 1 etapa

1957
- 3º en la Vuelta a Colombia, más la clasificación de la montaña y 2 etapas

1960
- Vuelta a Guatemala,[8] más 1 etapa

1964
- 1 etapa de la Vuelta a Colombia